# Heretic (Computerspiel)
Heretic (engl. für Häretiker bzw. Ketzer) ist ein Ego-Shooter in einem Fantasy-Szenario, der 1994 von Raven Software in Zusammenarbeit mit id Software entwickelt wurde. Er wurde 1995 mit dem Spiel Hexen und 1997 mit Hexen 2 fortgesetzt. 1998 erschien ein spieltechnisch abgewandelter Nachfolger mit dem Titel Heretic 2.
Am 7. August 2025 hat Nightdive Studios ein Remaster von Heretic und Hexen im Bundle für PC und Konsolen veröffentlicht. Dieses umfasst alle Inhalte, den originalen und neu arrangierten Soundtrack sowie zwei neue Episoden; des Weiteren ist nun Multiplayer (Cross-Plattform) möglich.

## Beschreibung
Heretic erschien 1994 und wurde von id Software zuerst als Shareware-Version (mit der ersten Episode „City of the damned“) und als Vollversion mit drei Episoden veröffentlicht. 1996 kam das Spiel von GT Interactive unter dem Titel Heretic: Shadow of the Serpent Riders (v1.3) mit zwei weiteren Episoden regulär in den Handel. Außerdem gab es drei Levels, die nur über einen Cheat erreichbar sind (E6M1–E6M3). Der Patch zur Erweiterung mit den neuen Levels kann kostenlos heruntergeladen werden.
Das Spiel benutzt eine modifizierte Version der Doom-Engine und war einer der ersten Ego-Shooter, in dem der Spieler die Möglichkeit hatte, nach oben und unten zu blicken. Vom Spieldesign ist Heretic stark an Doom angelehnt, es unterscheidet sich vor allem durch sein Fantasy-Szenario. Eine Anlehnung an thematisch verwandte Rollenspiele ist das Inventar, das einem erlaubt, magische Gegenstände (Power-ups) zu sammeln und bei Bedarf anzuwenden.
Der Spieler schlüpft in die Haut eines namenlosen Helden und muss sich mit Hilfe von Waffen wie einer Armbrust und verschiedenen magischen Fernwaffen durch zahlreiche Levels wie Burgen und Verliese kämpfen, wobei sich ihm Kreaturen wie Gargoyles, Golems und untote Ritter in den Weg stellen. Üblicherweise muss der Spieler verschiedene Schlüssel finden, um weitere Areale im jeweiligen Level zugänglich zu machen, bis er den Ausgang gefunden hat.
Obwohl Heretic 2 die Handlung lose fortsetzt, bildet Heretic bereits mit Hexen: Beyond Heretic und Hexen 2 eine Trilogie.
Die Engine von Heretic und Hexen wurde zunächst unter einer Lizenz für nicht-kommerzielle Nutzung freigegeben, und im September 2008 schließlich unter die freie Lizenz GPL gestellt. Mit Blasphemer existieren freie Inhalte für die Originalspieldaten.

## Rezeption
Heretic mache spontan Spaß, besäße gut ausgetüftelte Levels und sei durch das Fantasy Thema nicht so bedenklich wie andere Genrevertreter. Die Computergegner ähneln einander stark, was den Langzeitspaß trübe. Es sei technisch kompetent, aber ohne Innovationen entwickelt worden. Die Rätsel beschränken sich auf das Finden von Geheimtüren, Schlüsseln und Schalter. Das Inventarsystem wird lediglich für einmalig einsetzbare Zusatzwaffen verwendet. Es handele sich um einen der vielen Doom-Klone, der jedoch Doom 2: Hell on Earth überlegen sei. Das Inventarsystem bringe etwas Strategie in das Spielprinzip.